# Macropygia unchall
La tórtola cuco unchal (Macropygia unchall) es una especie de ave columbiforme de la familia Columbidae propia del sudeste asiático.

## Descripción
Tiene alas de color marrón oscuro y el resto de su cuerpo es de color gris y café.

## Distribución y hábitat
Se encuentra en: Bangladés, Birmania, Bután, Camboya, China, India, Indonesia, Laos, Malasia, Nepal, Tailandia, y Vietnam.
Su hábitat son los bosques boreales y subtropicales o bosques húmedos de tierras bajas.

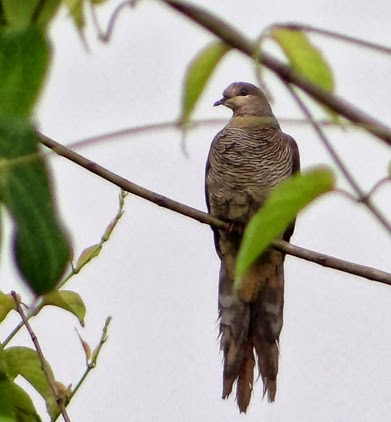
Ejemplar de tórtola cuco unchall.